# ریکاردو فیسوره
ریکاردو فیسوره (انگلیسی: Riccardo Fissore؛ زادهٔ ۱۸ فوریهٔ ۱۹۸۰) بازیکن فوتبال اهل ایتالیا است.
از باشگاه‌هایی که در آن بازی کرده‌است می‌توان به باشگاه فوتبال اینتر میلان، باشگاه فوتبال اسپتزیا، باشگاه فوتبال تورینو، باشگاه فوتبال لچه، باشگاه فوتبال آتالانتا، باشگاه فوتبال یووه استابیا، و باشگاه فوتبال ویچنزا اشاره کرد.
وی همچنین در تیم‌های ملی فوتبال زیر ۱۹ سال ایتالیا، زیر ۲۰ سال ایتالیا، و زیر ۲۱ سال ایتالیا بازی کرده‌است.